# Ermita de San José (Vall de Uxó)
La ermita de la Sagrada Familia, también conocida y oficialmente denominada ermita de San José (posiblemente por estar junto a las Cuevas de San José), es un templo católico, de estilo neoclásico, catalogado, de manera genérica, Bien de Relevancia Local según la Disposición Adicional Quinta de la Ley 5/2007, de 9 de febrero, de la Generalitat, de modificación de la Ley 4/1998, de 11 de junio, del Patrimonio Cultural Valenciano (DOCV Núm. 5.449 / 13/02/2007), con código de identificación 12.06.126-007.
Se encuentra localizada a un kilómetro aproximadamente del núcleo poblacional de Vall de Uxó, en la comarca de la Plana baja. Está ubicada en el complejo de las Cuevas de San José, y puede accederse a ella, bien a través de la zona de las grutas, bien a través de la carretera de Alfondeguilla.

## Descripción
La ermita fue construida entre los años 1689-1696, utilizando la técnica de mampostería (piedra trabada con mortero de tierra y cal), excepto en la fachada, la cual presenta dos cuerpos rematados por un frontón triangular. De planta de una sola nave (pese a presentar capillas laterales con imágenes sin retablo, simplemente sobre unas peanas) con crucero y brazos de poca longitud (en el lateral izquierdo hay un cuadro al óleo en el que se representa la aparición de la Virgen de Fátima, mientras que en el lateral derecho hay un altar con la Inmaculada); el altar del presbiterio no es el original (que fue destruido durante la Guerra del 36), y tras él, se venera a la Sagrada Familia en la hornacina principal, y a la Virgen del Pilar en una hornacina más reducida, ambas enmarcadas entre columnas y arco rematado por alegoría con ángeles; el acceso a la misma se realiza por una puerta con dintel a la que se llega subiendo una escalinata de piedra; y que posee ventanas tanto a ambos laterales como sobre ella (aunque ya en el segundo cuerpo), y un retablo cerámico de la Sagrada Familia. El templo presenta cubierta a doble vertiente con teja árabe, en la que cabe destacar la presencia de cúpula de tejas (que interiormente está cegada y decorada con pintura estilo barroco) y una espadaña con una única campana. La ermita se completaba en su momento con la casa del ermitaño, que se situaba al sur del templo, y que en la actualidad es utilizada como Museo de Arte Sacro y un Centro Cultural.

## Fiesta
Las fiestas de la Sagrada Familia y el Santísimo Cristo, que son los patronos de Vall de Uxó, se inician el segundo lunes de octubre. Estas fiestas son muy antiguas y están documentadas al menos desde el año 1747, aunque ya se celebraban con anterioridad. El día de la fiesta hay romería a la ermita por la mañana con oficio de misa solemne y procesión vespertina por la población con la imagen de la Sagrada Familia. Estos actos religiosos se complementan con actos lúdicos y populares.
El 13 de mayo en honor a la Virgen de Fátima, se realizan también actos festivos (con misa y procesión) en la ermita, ya que también se venera en el templo.